# Любен Попов
Любен Попов (болг. Любен Стоянов Попов; нар. 28 січня 1936, Пазарджик) – болгарський шахіст, міжнародний майстер від 1965 року.

## Шахова кар'єра
У 1960-1970-х роках належав до когорти провідних болгарських шахістів. Неодноразово брав участь у фіналі чемпіонату країни, завоювавши 5 медалей: золоту (1970) і чотири бронзові (1959, 1962, 1963, 1971). Між 1962 і 1982 роками сім разів представляв національну збірну на шахових олімпіадах (найкращий результат: Ніцца 1974 – 4-те місце), а також тричі (1970-1980 роки) на командних чемпіонатах Європи, на яких здобув дві медалі в особистому заліку на 8-й шахівниці: золоту (1980) і бронзову (1977). 1958 року здобув у Варні срібну, а 1959 року в Будапешт золоту медаль командного чемпіонату світу серед студентів. У 1971-1982 роках у складі національної збірної вісім разів взяв участь у командних чемпіонатах балканських країн, здобувши 14 медалей (8 у командному і 6 в особистому заліку), зокрема 5 золотих.
Тричі (Будапешт 1960, Енсхеде 1963, Варшава 1979) взяв участь у зональних турнірах (відбіркового циклу чемпіонату світу). Досягнув низки успіхів на міжнародних турнірах, зокрема: поділив 3-тє місце в Чачаку (1970), 2-ге місце у Варні (1970), двічі поділив 1-ше місце в Реджо-Емілії (1972/73, разом з Левенте Лендьєлом і Еугеніо Торре і 1973/74, разом з Дьюлою Саксом і Юргеном Дюбалем), посів 1-ше місце в Пловдиві (1973), 2-ге місце у Вейк-ан-Зеє (1974, турнір B, з Бояном Кураїцою), 3-тє місце у Пловдиві (1974), поділив 2-ге місце в Новому Саді (1976), поділив 2-ге місце у Вуковарі (1976), поділив 3-тє місце в Чоці (1977), поділив 1-ше місце в Албені (1977), 3-тє місце у Пловдиві (1980), посів 1-ше місце у Римі (1981, турнір Б) і поділив 2-ге місце у Пловдиві (1981).
Найвищий рейтинг Ело в кар'єрі мав станом на 1 липня 1973 року, досягнувши 2470 очок ділив тоді 3-4-те місце (позаду Івана Радулова і Ніколи Падевського, разом з Любеном Спасовим) серед болгарських шахістів.

## Зміни рейтингу
| На цьому місці має відображатися графік чи діаграма, однак з технічних причин його відображення наразі вимкнено. Будь ласка, не видаляйте код, який викликає це повідомлення. Розробники вже працюють для того, щоби відновити штатне функціонування цього графіка або діаграми. | |
| | На цьому місці має відображатися графік чи діаграма, однак з технічних причин його відображення наразі вимкнено. Будь ласка, не видаляйте код, який викликає це повідомлення. Розробники вже працюють для того, щоби відновити штатне функціонування цього графіка або діаграми. |